# 미루타이츠
미루타이츠(일본어: みるタイツ, 보는 타이츠)는 요코하마 애니메이션 랩의 단편 에피소드 일본의 웹 애니메이션이다. 2019년 5월 11일부터 7월 27일까지 방영되었다. 일본의 아티스트 요무의 일러스트레이션 시리즈에 기반을 둔다.

## 등장인물
- 아이카와 렌(藍川 レン): 성우 토마츠 하루카
- 나카베니 유아(中紅 ユア): 성우 히카사 요코
- 모에기 호미(萌黄 ホミ): 성우 스자키 아야
- 오쿠즈미 유이코(奥墨 ユイコ): 성우 카야노 아이